# Завентем
Завентем (нід. Zaventem; раніше також Saventhem або Saventham, брабантський діалект: Zovvetoem, Зоветум) — комуна в Бельгії, в провінції Фламандський Брабант. В комуні розташований Брюссельський аеропорт.

## Загальні відомості
Розташований на схід від м. Брюссель. Район налічує близько 28 500 жителів. Площа — 27,62 км ². З 1977 включив в себе комуну і місто Сінт-Стевенс-Волюве. Населення Завентеме — 29.500 чол. (2008 р.), з яких до 40 % — франкофони, але єдиною офіційною мовою комуни — нідерландська. 16,98 % жителів — іноземці. Основне підприємство комуни — Брюссельський аеропорт. Рівень безробіття в комуні — 6,62 % (2009).